# 대한민국 형사소송법 제318조
대한민국 형사소송법 제318조는 당사자의 동의와 증거능력에 대한 형사소송법의 조문이다.

## 조문
제318조(당사자의 동의와 증거능력) ① 검사와 피고인이 증거로 할 수 있음을 동의한 서류 또는 물건은 진정한 것으로 인정한 때에는 증거로 할 수 있다.
②피고인의 출정없이 증거조사를 할 수 있는 경우에 피고인이 출정하지 아니한 때에는 전항의 동의가 있는 것으로 간주한다. 단, 대리인 또는 변호인이 출정한 때에는 예외로 한다.

## 판례
(7) 日最決 1978-6.28-(형집 32-4， 724)， 「형소법 제326조(제318조) 제2항 은 반드시 피고인의 동조 제 1 항의 동의의 의사가 추정되는 것을 근거로 이를
의제하려는 것이 아니라， 피고인이 출석하지 않아도 증거조사를 할 수 있는 경
우일지라도 피고인 및 변호인 또는 대리인마저 출석하지 않는다면 법원이 그
동의의 유무를 확인할 수 없어 소송진행이 현저히 저해될 것인바 이를 방지하
기 위하여 피고인의 진의의 여하에 상관 없이 그의 동의가 있다고 인정하는
취지의 규정이라고 해석해야 한다. 또한 동법 제341조가 피고인이 질서유지를
위하여 퇴정명령을 받은 때에는 피고인 자신의 책임으로 인해 반대신문권이
상실된 것이므로， 이 경우 피고인이 부재한 상태로 판결의 전제인 증거조사를 포함한 심리를 추행할 수 있게 하여 공판절차의 원활한 진행을 도모하고자 하는 법의를 감안하면， 동법 제326조 제 2항은 피고인이 질서유지를 위하여 퇴
정명령을 받아 동법 제341조에 의한 심리를 진행하는 경우에도 적용된다고 해
석해야 한다.」

## 참고 문헌
- 손동권 신이철, 새로운 형사소송법(초판, 2013), 세창, 2013. ISBN 9788984114081

## 같이 보기
- 동의
- 자백